# Vello pectoral
El vello pectoral es el vello que crece en el pecho de los hombres situado ente el cuello y el abdomen. El vello pectoral se desarrolla durante y después de la pubertad junto con otros tipos de vello androgénico.

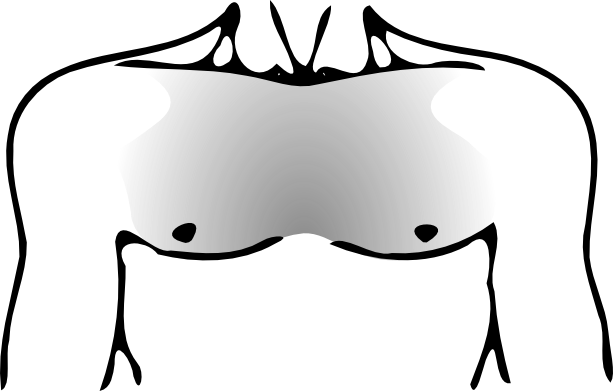
Patrón más común de vello pectoral

## Desarrollo y crecimiento
Si bien hay vello en el área pectoral durante la niñez,  el término «vello pectoral» hace referencia al vello terminal que comienza a desarrollarse durante la pubertad en el área pectoral. El mismo es desarrollado, principalmente, por el aumento en los niveles de testosterona y sus derivados. Difiere del pelo de la cabeza y es una característica sexual secundaria. El cuerpo de los hombres tiende a estar cubierto por más vello terminal que las mujeres, principalmente en el pecho, el abdomen y la cara.
El desarrollo de vello pectoral comienza normalmente durante la pubertad tardía, usualmente entre 15 y 18 años. Puede incluso comenzar después, entre los 20 y los 30 años, por esto muchos hombres a la edad de veinte años aún no han alcanzado el desarrollo completo del vello pectoral. Por lo cual, el crecimiento continúa.

## Patrones y características
La distribución y características  individuales del vello pectoral dependen de la disposición genética, el estado hormonal y la edad de la persona. Los genes son los primeros en determinar la cantidad, los patrones y el grosor del vello pectoral. Algunos hombres son muy velludos, mientras otros no poseen vello pectoral. Cada patrón de crecimiento del vello es normal. Las áreas donde el vello terminal puede crecer son el área periareolar (pezones), el centro y los lados del pecho, y la clavícula.
La dirección del crecimiento del pelo puede hacer patrones interesantes, similares a representaciones vectoriales matemáticas. Generalmente los hombres tienen un nodo en el esternón, el vello sobre este punto, apunta hacia arriba y el vello bajo este punto se apunta hacia abajo.  Algunas personas tienen remolinos en sus regiones pectorales superiores (algunos centímetros desde el pezón hacia el cuello) que se extienden hacia la derecha en el pecho izquierdo y hacia la izquierda en el pecho derecho.
Por lo general, no se considera el vello pectoral como anormal debido a razones médicas sino a factores sociales y culturales. El crecimiento excesivo de vello terminal en el cuerpo del hombre y la mujer es llamado Hipertricosis. Este término médico debe ser distinguido del Hirsutismo que solo afecta a la mujer. Estas mujeres pueden desarrollar pelo terminal en el pecho siguiendo el patrón masculino como un síntoma de una enfermedad endocrina.

### Patrones de Setty

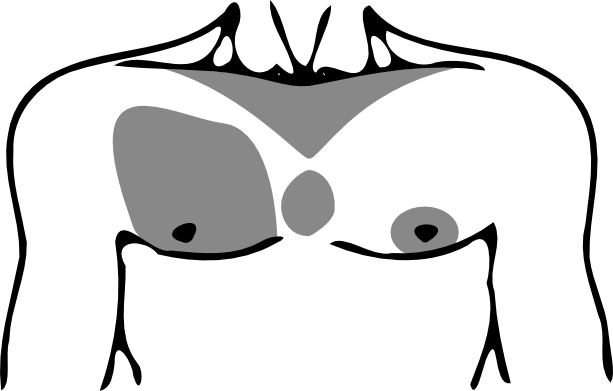
Cuatro áreas en el sistema de patrones de vello pectoral de Setty: infraclavicular (arriba), pectoral (izquierda), esternal (medio) and circumareolar (derecha)

Se han realizado estudios ocasionales que documentan los patrones de vello pectoral en los hombres y frecuencia de estos patrones. Un amplio estudio de 1400 hombres blancos con edades entre los 17 y 71 años realizado por L.R. Setty en 1960 define 15 patrones de vello pectoral. En este estudio, se identificaron cuatro partes del pecho en las que aparece vello terminal:
| Área            | Descripción                                                             | Frecuencia |
| --------------- | ----------------------------------------------------------------------- | ---------- |
| Sternal         | El centro y la parte inferior del esternón                              | 74%        |
| Infraclavicular | La zona debajo del extremo medio de la clavícula;                       | 63%        |
| Pectoral        | El área del pecho, incluyendo el área alrededor de la areola (pezones); | 77%        |
| Circumareolar   | Una pequeña área que rodea inmediatamente la areola.                    | 16%        |

El vello pectoral puede ocurrir en cada una de estas áreas independientemente, para hacer un total de 15 combinaciones, además del patrón apilose. 
El pelo se dice que se produce en las zonas tanto pectorales como circumareolar cuando hay pelo alrededor de los pezones y en el pecho, pero estas áreas no están conectadas.
| Patrón | Nombre                                    | Frecuencia |
| ------ | ----------------------------------------- | ---------- |
| A      | Apilose                                   | 6%         |
| C      | Circumareolar                             | 6%         |
| CI     | Circumareolo-infraclavicular              | 1.5%       |
| CP     | Circumareolo-pectoral                     | 0.1%       |
| CPI    | Circumareolo-pecto-infraclavicular        | 0.1%       |
| CPS    | Circumareolo-pecto-sternal                | 0.1%       |
| CPSI   | Circumareolo-pecto-sterno-infraclavicular | 0.1%       |
| CS     | Circumareolo-sternal                      | 5%         |
| CSI    | Circumareolo-sterno-infraclavicular       | 2%         |
| I      | Infraclavicular                           | 0.5%       |
| P      | Pectoral                                  | 5%         |
| PI     | Pecto-infraclavicular                     | 1.5%       |
| PS     | Pecto-sternal                             | 13%        |
| PSI    | Pecto-sterno-infraclavicular              | 57%        |
| S      | Sternal                                   | 1.7%       |
| SI     | Sterno-infraclavicular                    | 0.1%       |

El patrón pecto-sterno-infraclavicular, en el que el pecho, el esternón y el extremo medio de la clavícula están cubiertos de vello terminal es más común (57%).

### Ejemplo de patrones

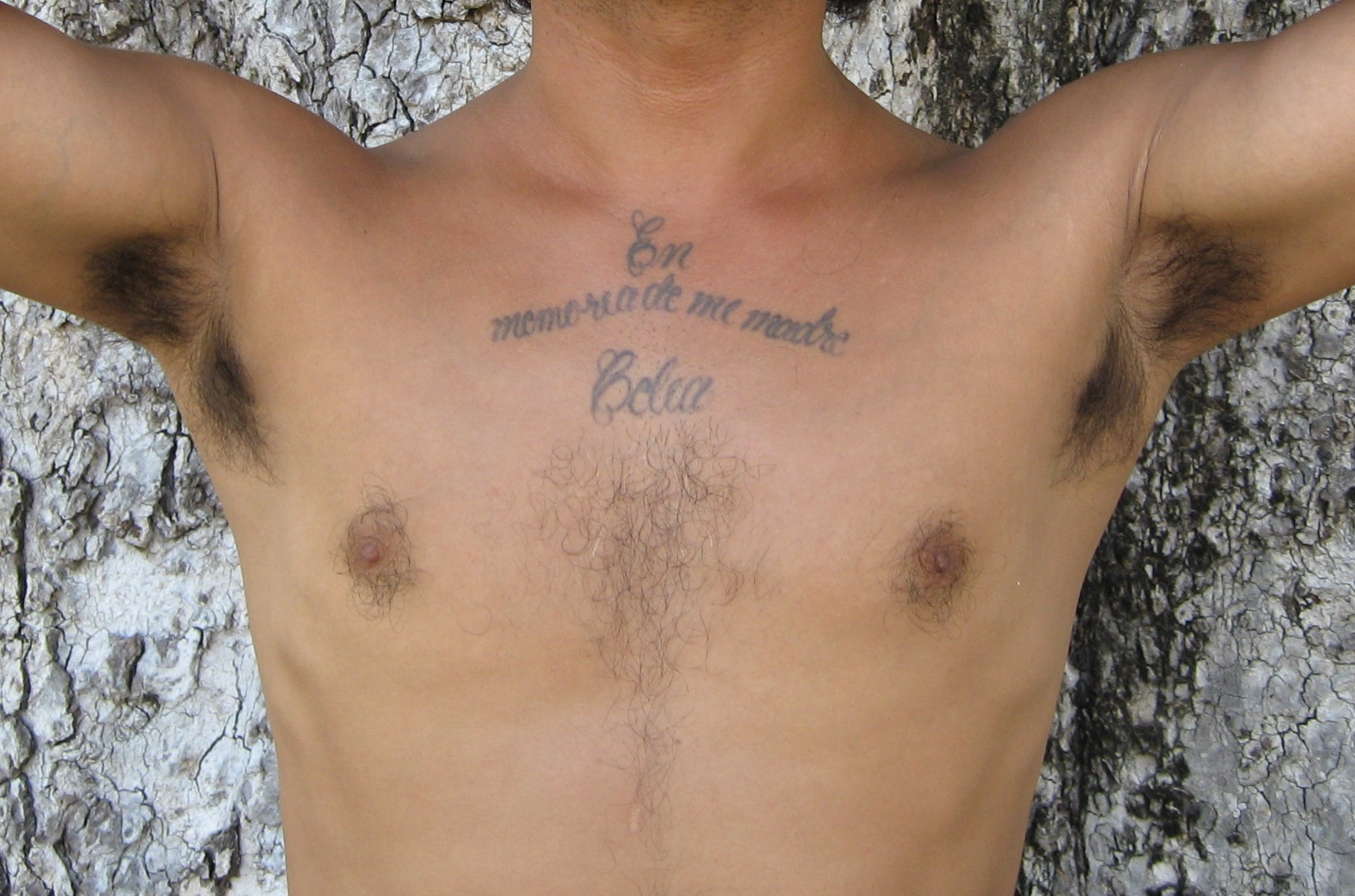
CS – Vello pectoral principalmente en el esternón y alrededor de los pezones
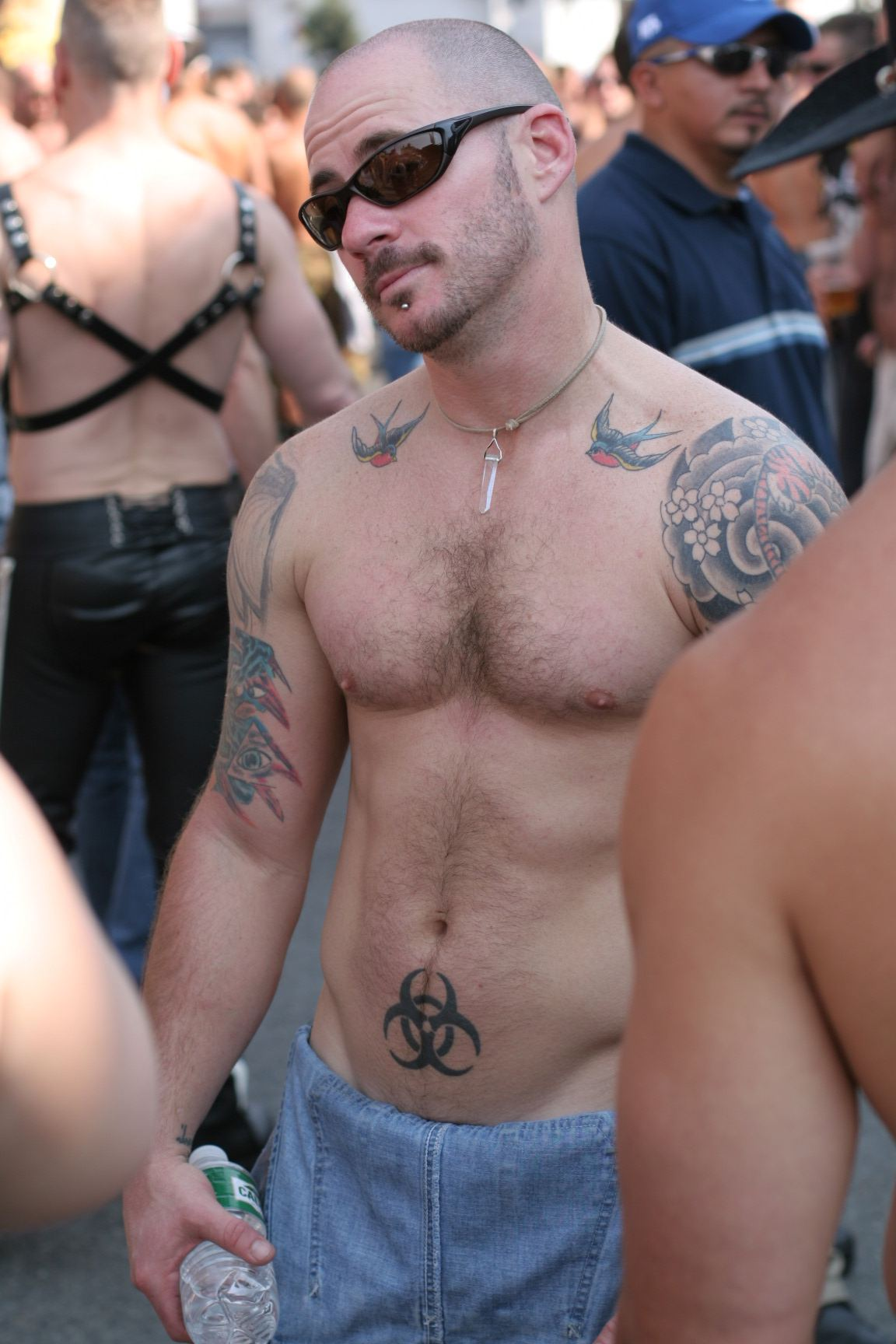
PS – Vello pectoral en el esternón y los pechos
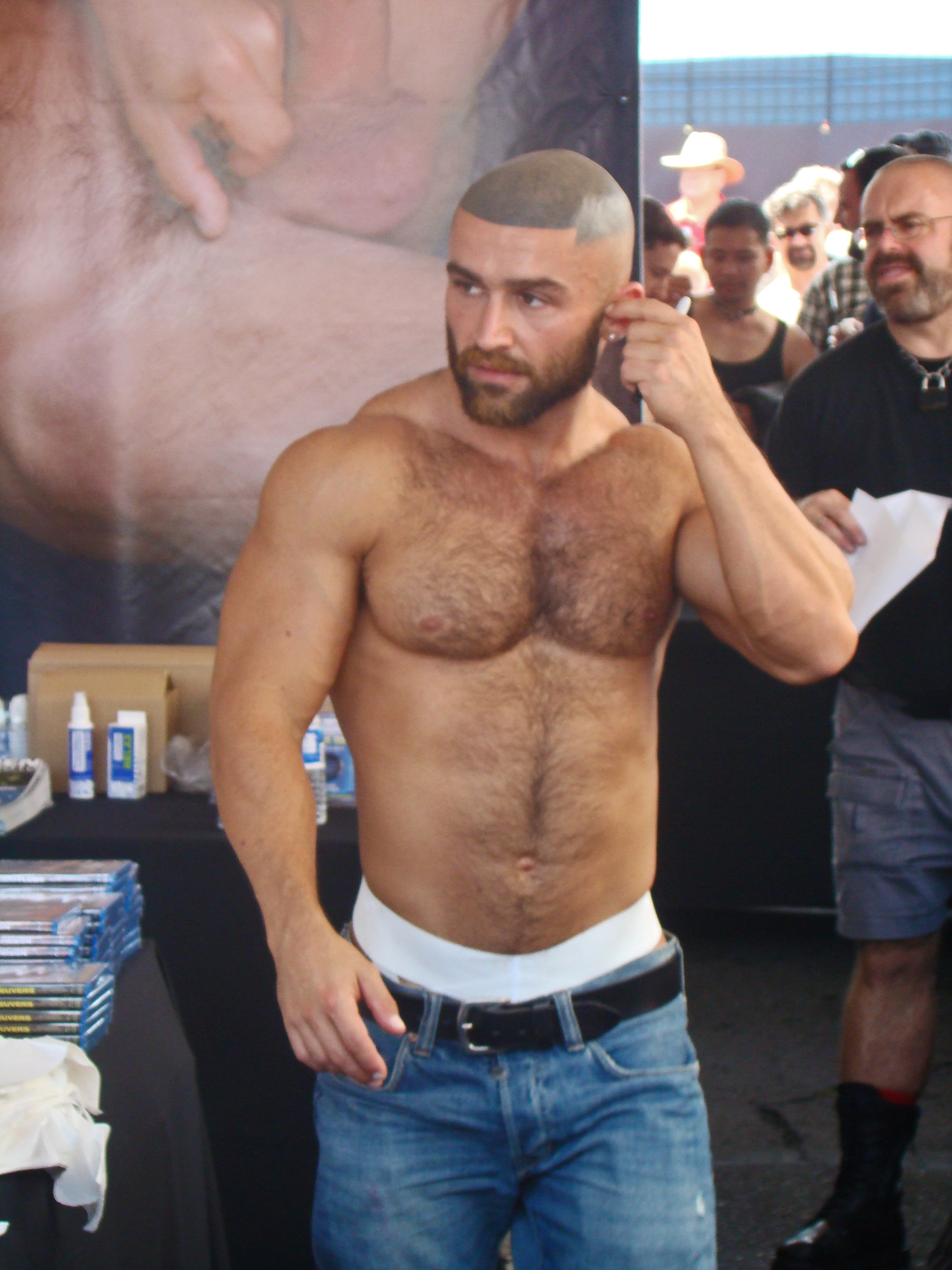
PSI – Vello pectoral en el esternón, pechos y extremo medio de la clavícula